# Phyllodactylus coronatus
Phyllodactylus coronatus (листопадий гекон коронадський) — вид геконоподібних ящірок родини Phyllodactylidae. Ендемік Мексики.

## Опис
Тіло (не враховуючи хвоста) сягає 47,4 мм завдовжки.

## Поширення і екологія
Вид поширений на островах Коронадо, розташованих в Тихому океані, на північному заході штату Баха-Каліфорнія.

## Систематика
Деякі дослідники класифікують Phyllodactylus coronatus як підвид Phyllodactylus xanti або Phyllodactylus nocticolus, однак за результатами дослідження 2020 року він був визнаний окремим видом.